# Árabe tihami
O árabe tihami ou árabe tiami (em árabe: تهامية Tihāmiyyah) é uma das quatro principais variantes dialetais árabes do Iêmen. Pertencente ao ramo do árabe peninsular, é uma variante do árabe originalmente falada pelas tribos da região histórica de Tiama do Iêmen (apenas parte iemenita), embora o termo abrange a planície costeira do mar Vermelho que se estende do golfo de Ácaba ao norte ao estreito de Babelmândebe, ao sul da Arábia, incluindo Hejaz.
Embora não possua status oficial de língua oficial, posição esta reservada ao árabe moderno padrão no Iêmen, o árabe tihami possui vocabulário próprio e fonologia distinta dos dialetos iemenitas hadhrami, sanani e taizzi-adeni. Fonologicamente, guarda semelhança na pronúncia do qāf (ق) como [q] e do ǧīm (ج) como um velar plosivo [ɡ] (a pronúncia do ǧīm também é compartilhada com o árabe egípcio) ao contrário dos árabes sanani e hadhrami que pronunciam o qāf (ق) como [g]. Gramaticalmente, utiliza o recurso incomum de substituir o artigo definido (al-) pelo prefixo (am-). Como no sanani, o tempo verbal futuro é indicado com o prefixo (š-), para todas as pessoas, por exemplo ša-būk am-sūq ("Eu irei a Souq"). Semelhante a outros dialetos do Iêmen em gramática e sintaxe, diferre principalmente em vocabulário, com termos praticamente incompreensíveis até para outros iemenitas.